# Aggházy Melinda
Aggházy Melinda, Paulovitsné, teljes nevén: Aggházy Melinda Borbála Alice (Budapest, 1891. augusztus 1. – Budapest, 1970. augusztus 14.) magyar színésznő, mezzoszoprán primadonna. Aggházy Károly és Farkas Alice leánya, Aggházy Kamil testvére, Aggházy Katalin féltestvére. Nagybátyja Aggházy Gyula.

## Életútja
Rákosi Szidi színiiskoláját végezte el 1916–1917-ben, de tanította Szendy Árpád is. 1916–17-ben Pozsonyba volt szerződése. 1918–1920 között Nagyváradon lépett fel. 1921–22-ben Kolozsvárott, majd 1923–24-ben ismét Pozsonyba szerződött. 1926–27-ben újra Nagyváradon játszott. 1923. március 3-án Budapesten, az Erzsébetvárosban házasságot kötött Paulovics Géza Fülöp Károly tőzsdebizományossal. 1926-ban elváltak.

## Főbb szerepei
- Heléna (Nedbal – Stein: Lengyelvér (Polenblut))
- Suzuki (Puccini: Pillangókisasszony)
- Wander Lov Gonda (Fall: Az elvált asszony)
- Helén (Szirmai: Gróf Rinaldo)
- Gábor diák (Huszka – Martos: Gül Baba)

## Az Aggházy család (Aggházy-Herpy ág)
| Családfa |
| -------- |
|          |